# Матка Кувелера
Матка Кувелера (маточно-плацентарная апоплексия) — опасный для жизни симптомокомплекс, при котором ослабление плаценты (отслойка) вызывает кровотечение, которое проникает в мышечную оболочку матки, проталкиваясь в брюшную полость. Характеризуется тем, что в конце нормальной беременности внезапно появляется быстро нарастающая боль в пояснице, тошнота, беспокойство, страх, небольшие кровянистые выделения из влагалища, разрыв плодного пузыря, признаки острого внутреннего кровотечения, коллапс, внезапные интенсивные движения плода, изменение частоты и качества его сердцебиений. Показано экстренное хирургическое родоразрешение. Описан французским гинекологом А. Кувелером.